# Дневник (Код Лиоко)
Дневник (фр. Carnet de bord) је четврта епизода прве сезоне серије Код Лиоко.

## Опис
На академији је 7:30 ујутру и Од пита Улрика, који све време претражује нешто, шта тражи јер је гладан. Овај му каже да иде у трпезарију без њега. У трпезарији, Од је појео осам парчета тоста и три банане и пита Џеремија да ли ће опет прескочити час физичког. Џереми каже да, с образложењем да ће моћи дуже да ради на програму за материјализацију за Аелиту. Кад у међувремену Улрик изађе из собе, чека га Сиси, која га пита за разговор.
Јуми стиже на академију и види Улрика и Сиси који разговарају код трпезарије. Када га Јуми зове, Сиси га вуче на своју страну. На часу историје, Улрик се не фокусира на Сиси, док Џереми и Од разговарају позади о могућој вези између њих двоје, примећујући колико је Херв љубоморан. На крају часа, Од одвлачи Улрика од Сиси под образложењем да поразговара са њом. Док се то дешава, Улрик Џеремију објашњава да је она нашла и прочитала његов дневник. Сада га уцењује, приморавајући га да или изађе са њом или ће цела школа чути за Лиоко и Ксену, о чему је писао. Џереми га уверава да ће Јуми тражити дневник док су они на базену. Када Сиси разјарено виче на Ода, Улрик је одвлачи и иде са њом. Џереми каже да ће објаснити све.
Када ученици улазе у аутобус изван академије који ће их одвести до базена, Ксенин спектар улази у аутобус. Џим се хвали да је аутобус најмодернији и да ради на струју. Возач аутобуса примећује искрице које излећу из волана на тренутак. Гледајући у тахограф, црна прилика брзо изџикља и нестане. Како се све смирило, почињу да иду ка базену. У Џеремијевој соби, Џереми саопштава Јуми о уцени и обећава да ће наћи Улриков дневник. Иде у Сисину собу да га тражи, док Џереми иде у фабрику. Тамо, Џереми ступа у контакт са Аелитом и имају мали разговор. Од зове и каже да аутобус иде споро, па Џереми тражи активиране торњеве.
Јуми је откључала врата и ушла у Сисину собу, тражећи Улриков дневник. Не нашавши ништа, легла је на јастук у облику срца, али осећа тврд предмет и налази Сисин дневник. Прочитала је најновију страницу: „Уморна сам од тога што се понаша као да не постојим. Не могу да поднесем то што толико пажње посвећује Јуми. И тако, док је био у мензи, претражила сам његову собу. Само сам желела његову слику, али пронашла сам нешто много боље. Сада никако не може да ме одбије. Знам да ово што радим није у реду, али то је једини начин да престане да ме игнорише.“
Јуми зове Џеремија да је нашла Сисин дневник. Додаје и да Сиси зна за Лиоко; не зна шта је, али жели да сазна користећи оно што има. Јуми зна како ће вратити Улриков дневник. У међувремену, аутобус је премашен, чак и од стране мотоциклиста и Сиси виче на Улрика за игнорисање. Зове је Јуми која је у тоалету, читајући увредљиву страницу Сисиног дневника наглас. У овом тренутку, Сиси каже где је сакрила дневник, и Јуми га налази на водокотлићу у кабини у којој се налазила, у тоалету за девојчице. Јуми узима Улриков дневник. Слушајући ово, Улрик је сео са Одом и на његово место сео је Херв, који је стрпљиво чекао да се то деси.
Одједном, Џереми налази активирани торањ у пустињском сектору. Аутобус одједном убрзава и постаје аутономан. Улрик зове Џеремија и каже да је Ксена преузео контролу над аутобусом. Џереми одмах почиње да прати његову путању. Од, одлучујући да иде у Лиоко, излеће из аутобуса без повреда. Убрзавајући преко чак 100 km/h, аутобус се судара неколико пута и наставља. На Кадику, Јуми добија позив да иде у фабрику. Џереми је лоцирао аутобус док Аелита види активирани торањ. Јуми стиже и бива виртуелизована.
У лабораторији, Џереми схвата да је Ксена усмерио аутобус на петрохемијски комплекс изван града. Џим је пресекао неколико жица али се ништа није десило, да не помињемо како су пресечене жице блокирале врата. Преко телефона, Улрик каже Џиму где су усмерени, и Џим га пита како то зна. Ипак, Улрик има изговор, док се Сиси извињава Улрику за свађу. Видевши како се извинила, Улрик даје телефон Сиси да јој Џереми говори шта треба да раде како би избегли фатални судар. У Лиоку, Аелиту и Јуми је окружила пешчана олуја када су биле близу торња. У средини циклона, налази се мегатенк. Аутобус јуре два полицијска аутомобила. Џереми јавља Сиси да ће аутобус скренути налево, и сви се залећу на леву страну. То га није зауставило.
Мегатенк пуца свој ласер и Аелита и Јуми га успешно избегавају, без обзира на то што се било шта једва видело. Међутим, Ксена је одиграо прљав трик: развалио је везе између платоа како би имобилизовао њих две, у исто време кад нестаје пешчана олуја. Аелита ствара мост својом креативношћу, док Од коначно стиже у фабрику. Виртуелизује се у тренутку када је Јуми девиртуелизовао мегатенк.
Ксена опет раздваја платое и Од спасава Аелиту. Мегатенк почиње да их јури и опет настаје пешчана олуја. Од јури са Аелитом ка провалији и пребацује је на другу страну и скаче на тај плато. Мегатенк пада у дигиталну празнину и нестаје олуја. Аелита улази у торањ, Џим покушава да излети из аутобуса, али га је Улрик вратио. Аутобус јуре четири полицијска аутомобила, који пробија сигурносне капије петрохемијског комплекса. Торањ је деактивиран неколико центиметара од масивног хемијског резервоара. Џереми стартује повратак у прошлост.
Јуми узима Улриков дневник и даје му га, уверена да га није читала. Улрик каже да ће јој рећи шта пише унутра, и налази Сиси испред собе. Будући да је видела да он има свој дневник, побегла је. Улрик улази и налази срећне Ода и Џеремија.

## Емитовање
Епизода је премијерно емитована 24. септембра 2003. у Француској. У Сједињеним Америчким Државама је емитована 22. априла 2004.